# عبس، یمن
عبس  یکی از شهرهای استان حجه در کشور یمن است که در سرشماری سال ۲۰۰۵ میلادی، ۲۵٫۷۶۳ نفر جمعیت داشته‌است.